# Alois Podhajsky
Alois Podhajsky (Mostar - 24 februari 1898 - Wenen 23 mei 1973) was een Oostenrijks ruiter, die gespecialiseerd was in dressuur. Podhajsky won tijdens de Olympische Zomerspelen 1936 de bronzen medaille individueel en de vierde plaats in de landenwedstrijd. Twaalf jaar later tijdens de volgende Olympische Zomerspelen behaalde hij de zevende plaats individueel.

## Resultaten
- Olympische Zomerspelen 1936 in Berlijn  individueel dressuur met Nero
- Olympische Zomerspelen 1936 in Berlijn 4e landenwedstrijd dressuur met Nero
- Olympische Zomerspelen 1948 in Londen 7e individueel dressuur met Teja

- Biblioteca Nacional de España: XX1073372
- CiNii: DA09847214
- Gemeinsame Normdatei: 118595253
- International Standard Name Identifier: 0000 0001 2027 3661
- Library of Congress Control Number: n85197096
- Nationale Bibliotheek van Tsjechië: jo2009330672
- Nationale bibliotheek van Australië: 47959879
- Nationale Bibliotheek van Polen: a0000001768411
- Nationale en Universitaire bibliotheek Zagreb: 000125069
- Nederlandse Thesaurus van Auteursnamen: 068912765
- Trove: 1479856
- Virtual International Authority File: 64799896
- WorldCat: E39PBJmtCf3btQjKw4WfFq8Qv3